# Scythris mariannae
Scythris mariannae is een vlinder uit de familie dikkopmotten (Scythrididae). De wetenschappelijke naam is voor het eerst geldig gepubliceerd in 1991 door Bengtsson.
De soort komt voor in Europa.